# Bole Bole
A Associação Carnavalesca Bole-Bole é uma escola de samba (agremiação carnavalesca) fundada na cidade de Belém, no estado brasileiro do Pará. Surgiu de um tradicional Escola de Samba já extinta de Belém, o Arco-Íris, tendo sido fundada por um grupo de amigos do bairro do Guamá, em sua maioria membros de famílias tradicionais no samba.
Em 1997, a Bole-Bole realizou o primeiro desfile no grupo especial. Em 2010, sagrou-se campeã do carnaval, sendo bicampeã no ano seguinte, quando quatro escolas do grupo principal boicotaram o desfile. volta a conquistar o título de campeã em 2016, homenageando os 400 anos de Belém.
Em 2023 a escola conquistou mais um título com enredo em homenagem a Ronaldo Silva  cofundador do boi pavulagem. Em 2024 conquistou o bi campeonato com o enredo Juriê uma entidade criança  filho de Iara. Em 2025 conquistou o tri campeonato com o enredo "Amazônia ensolarada" . 

## História
Em 2 de fevereiro de 1984 o Bole-Bole foi inicialmente criado como um bloco carnavalesco, após o fim do Arco-Íris, então agremiação carnavalesca do bairro do Guamá. O bloco evoluiu para uma escola de samba ao decorrer dos anos à pedido do povo guamaense (moradores do bairro do Guamá), devido na década de 1980 ter sido bem representado pela agremiação “Arco-Íris”.
A associação Bole-Bole foi é a única em Belém que passou por todas as categorias carnavalescas desde sua fndação: iniciando como bloco carnavalesco; mudou para a categoria bloco de empolgação; avançou como bloco do grupo B e; em seguida grupo A; Em 1995 já como escola de samba entrou no grupo B e; em 1997 alcançou o grupo especial.

## Segmentos

### Presidentes
| Período        | Presidente      | Ref. |
| -------------- | --------------- | ---- |
| ? - atualidade | Paulo Alcântara |      |

### Presidentes de honra
| Período        | Presidente        | Ref. |
| -------------- | ----------------- | ---- |
| ? - atualidade | Herivelto Martins |      |

### Diretores
| Ano  | Diretor de Carnaval | Diretor geral de harmonia | Mestre de bateria | Ref. |
| ---- | ------------------- | ------------------------- | ----------------- | ---- |
| 2016 |                     |                           | Mestre Mini       |      |
| 2017 |                     |                           | Mestre Mini       |      |

### Coreógrafo
| Ano  | Nome | Ref. |
| ---- | --- | ---- |
| 2016 | Adriano Furtado (Diretor/coreógrafo)                                                                            |      |
| 2017 | |      |
| 2018 | Beto Benone (Diretor/coreógrafo) Luciana Magalhães, Lívia Bentes, Jhonnes Guedes, Adriano Furtado (Assistentes) |      |

### Casal de Mestre-sala e Porta-bandeira
| Ano  | Nome                              | Ref. |
| ---- | --------------------------------- | ---- |
| 2008 | Berg e Patrícia                   |      |
| 2009 | Alex Sandro e Jessica Sorriso     |      |
| 2010 | Alex Sandro e Jessica Sorriso     |      |
| 2011 | Nando Elegância e Jessica Sorriso |      |
| 2012 | Fabbio Cassio e Jessica Sorriso   |      |
| 2013 | Fabbio Cassio e Jessica Sorriso   |      |
| 2014 | Fabbio Cassio e Jessica Sorriso   |      |
| 2015 | Fabbio Cassio e Jessica Sorriso   |      |
| 2016 | Fabbio Cassio e Jessica Sorriso   |      |
| 2018 | Fabbio Cassio e Jessica Sorriso   |      |
| 2019 | Fabbio Cassio e Jessica Sorriso   |      |
| 2020 | Fabbio Cassio e Kamilly Lopes     |      |
| 2023 | Breno Lucas e Jessica Sorriso     |      |
| 2024 | Breno Lucas e Jessica Sorriso     |      |

### Corte de bateria
| Período | Rainha           | Musa           | Ref. |
| ------- | ---------------- | -------------- | ---- |
| 2010    | Lidinair Tapajós | Mara Baena     |      |
| 2011    | Lidinair Tapajós | Mara Baena     |      |
| 2012    | Mara Baena       |                |      |
| 2013    | Mara Baena       |                |      |
| 2014    | Mara Baena       |                |      |
| 2015    | Mara Baena       |                |      |
| 2016    | Mara Baena       |                |      |
| 2017    | Mara Baena       |                |      |
| 2018    | Mara Baena       |                |      |
| 2019    | Mara Baena       |                |      |
| 2020    | Bruna Aquino     | Rayana Correa  |      |
| 2023    | Thais Eloane     | Taynara Garcia |      |
| 2024    | Thais Eloane     | Taynara Garcia |      |

### Porta Estandarte
| !Ano | Nome                | Ref. |
| ---- | ------------------- | ---- |
| 2008 | Edson Neves         |      |
| 2009 | Edson Neves         |      |
| 2010 | Edson Neves         |      |
| 2011 | Edson Neves         |      |
| 2012 | Edson Neves         |      |
| 2013 | Edson Neves         |      |
| 2014 | Edson Neves         |      |
| 2015 | Edson Neves         |      |
| 2016 | Breno Lima          |      |
| 2018 | Breno Lima          |      |
| 2019 | Breno Lima          |      |
| 2020 | Breno Lima          |      |
| 2023 | Wellington Simpatia |      |
| 2024 | Wellington Simpatia |      |

## Carnavais
| Ano  | Colocação         | Grupo    | Enredo                                                      | Carnavalesco                     | Intérprete                    | Ref.          |
| ---- | ----------------- | -------- | ----------------------------------------------------------- | -------------------------------- | ----------------------------- | ------------- |
| 1996 | Campeão           | Acesso   | Os velhos carnás de Belém                                   | Charlie Brown                    | Ademar Carneiro               |               |
| 1997 | 4º Lugar          | Especial | Poetas Imortais                                             | Charlie Brown                    | Marco Monteiro                |               |
| 1998 | 8º Lugar          | Especial | Um novo tempo vem aí                                        | Charlie Brown                    | Ademar Carneiro               |               |
| 1999 | Campeão           | Acesso   | Fantasia de um Guamá feliz                                  | Charlie Brown                    | Ademar Carneiro               |               |
| 2000 | 5° lugar          | Especial | Cametá, tradições, sonhos e riquezas                        | Charlie Brown                    | Ademar Carneiro               |               |
| 2001 | 3° lugar          | Especial | O sol nasce no Guamá                                        | Charlie Brown                    | Ademar Carneiro               |               |
| 2002 | Vice Campeão      | Especial | A pavulagem do meu povo                                     | Charlie Brown                    | Ademar Carneiro               |               |
| 2003 | Todas campeãs     | Especial | Ananindeua. Uma invasão de felicidade                       | Charlie Brown                    | Ademar Carneiro               |               |
| 2004 | 4° lugar          | Especial | 20 anos de amor paraoara                                    | Charlie Brown                    | Ademar Carneiro               |               |
| 2005 | 6° lugar          | Especial | Carnaval paraoara                                           | Charlie Brown                    | Ademar Carneiro               |               |
| 2006 | Ausente           | Especial | Ausente                                                     |                                  | Ademar Carneiro               |               |
| 2007 | Vice campeão      | Especial | Mestre Lucindo, uma estrela no céu de Marapanim             | Luz Consuelo                     | Ademar Carneiro               |               |
| 2008 | 3° lugar          | Especial | Na casa do Gilson, o chorinho dá samba                      | Heraldo Silva                    | Ademar Carneiro               |               |
| 2009 | 7° lugar          | Especial | 100 anos de educação e cultura. Nossos ofícios              | Evaldo Oliveira                  | Ademar Carneiro               | .             |
| 2010 | Campeão           | Especial | Palhaços Trovadores: a poesia do riso na passarela do samba | Cláudia Palheta e Eduardo Wagner | Ademar Carneiro               |               |
| 2011 | Campeão           | Especial | Bonecos pra lá de animados                                  | Cláudia Palheta                  | Ademar Carneiro               | [ 10 ]        |
| 2012 | Vice-campeão      | Especial | Escola, teatro, dança e Carnaval                            | Cláudia Palheta                  | Ademar Carneiro               |               |
| 2013 | Vice campeão      | Especial | Mestre Lucindo: Uma estrela no céu de Marapanim (reedição)  | Cláudia Palheta                  | Ademar Carneiro               |               |
| 2014 | 4º lugar          | Especial | "Trilogia: Um canto forte na Amazônia"                      | Delean Cardoso                   | Ademar Carneiro               |               |
| 2015 | 3° lugar          | Especial | "Sambagu-ê-bumbá:É festa na Pedreirinha do Guamá"           | Delean Cardoso                   | Ademar Carneiro               |               |
| 2016 | Campeão           | Especial | Belém 400 anos: A festa no Guamá já começou!                | Cláudia palheta                  | Ademar Carneiro               |               |
| 2017 | Não houve desfile | Especial |                                                             |                                  |                               |               |
| 2018 | Vice-Campeão      | Especial | "Bole Bole: pinta sete cores"                               | Cláudia Palheta                  | Ademar Carneiro               |               |
| 2019 | 4º lugar          | Especial | "GuamÁfrica"                                                | Cláudia Palheta                  | Ademar Carneiro               | [ 11 ] [ 12 ] |
| 2020 | Vice-Campeão      | Especial | "Guamá, O Rio Que Chove Poesia"                             | Cláudia Palheta                  | Ademar Carneiro e Keila       |               |
| 2021 | Não houve desfile | Especial |                                                             |                                  |                               |               |
| 2022 | Não houve desfile | Especial |                                                             |                                  |                               |               |
| 2023 | Campeão           | Especial | Ronaldo Silva: Universo Cantador na Folia do Carnaval       | Cláudia Palheta                  | Ademar Carneiro e Bruno Costa |               |
| 2024 | Campeão           | Especial | Juriê: A fantástica energia da floresta                     | Cláudia Palheta                  | Ademar Carneiro e Bruno Costa |               |
| 2025 | Campeão           | Especial | Amazônia EnSOLarada                                         | Cláudia Palheta                  | Bruno Costa                   |               |
| 2026 |                   |          |                                                             |                                  |                               |               |